# 적응
적응(適應, 영어: adaptation)은 생물이 서식 환경에 보다 유리하도록 변화하는 과정을 나타내는 생물학의 기본 개념이다. 적응은 생물 생존의 가장 중요한 요인 가운데 하나로 꼽힌다. 적응의 사례로 말의 경우를 보면 풀을 씹기에 알맞은 어금니, 포식자로부터 재빨리 도망칠 수 있는 다리와 같은 것을 들 수 있다. 다양한 생물 집단은 처해진 환경에 의해 발생하는 자연선택에 의해 생존에 적합한 개체만이 살아남은 결과 서식 환경에 적응하게 된다.

## 개론
| “ | 적응의 중요성은 모든 생물 종의 생물학적 연관을 통해서만 이해될 수 있다. | ” |
|   | — 줄리언 헉슬리                                                         |   |

적응은 신체적 변화 그 이상의 생명 활동을 의미한다. 흡충과 같이 매우 단순한 신체 구조를 갖는 기생충의 경우에 조차 그것의 적응은 눈에 보이는 형질뿐만 아니라 복잡한 과정을 거치는 한살이 전체를 통해 관찰되어야 한다. 그러나, 일반적으로 생물의 적응은 그 결과물로서 나타난 신체적 변화가 먼저 고려되는 것 또한 사실이다. 많은 동물과 식물이 적응의 결과 현재의 모습을 갖게 되었다고 여겨지고 있다. 엄밀한 의미에서는 진화의 과정을 가리키는 적응과 그 결과 나타난 신체 및 기능의 변화를 가리키는 적응 형질은 별개의 개념이다.
적응은 지리적 격리나 다른 이유로 발생하는 종분화와 자연선택에 의해 이루어지는 종의 변화 모두에 관여한다. 찰스 다윈이 갈라파고스 제도에서 관찰한 적응 방산의 사례인 다윈의 핀치가 대표적인 사례로 자주 언급된다. 아프리카 호수에서 관찰되는 시클리드 물고기의 종분화는 생리적 격리 및 복잡한 적응과정의 사례로서 언급되고 있다.
환경에 대한 생물의 적응은 시간을 두고 진행되는 진화의 과정이기 때문에 적응 과정은 연속적인 변화로서 관찰된다. 이는 몇 가지 예외를 제외한 모든 진화 과정에 부합한다. 일반적으로 발견되는 예외적인 경우는 식물의 배수체이며, 이례적인 예외로는 미생물간의 공생에서 시작된 세포소기관의 형성과 진핵생물의 발현 등이 있다.
모든 생물은 적응의 과정을 통해 생태적 지위를 확보하여 생존한다. 적응의 결과 생물은 신체 구조, 행동, 생리 현상 등의 적응 형질을 획득한다. 구조적 적응은 생물의 신체 구조가 변화되는 것으로 외형, 표피, 공격 또는 방어에 사용되는 신체 부위의 발현 등이 그것이다. 이와 관련된 연구를 하는 학문으로 비교해부학이 있다. 행동 적응은 유전과 학습을 통해 이루어진다. 유전에 의한 행동 적응을 본능이라 하고 생존하며 습득하는 행동을 학습이라 한다. 신경심리학에서는 학습할 수 있는 능력을 유전적인 본능의 하나로 본다. 행동 적응의 예로는 먹이 찾기, 짝짓기, 발성 등이 있다. 생리적 적응은 독액의 분비, 식물의 굴광성, 체온조절, 이온 평형의 유지와 같이 생존에 필요한 생리 작용의 변화를 뜻한다. 이 외에도 발생과 성장에 관여하는 생리 작용 등이 있다.

### 정의
테오도시우스 도브잔스키는 적응을 다음과 같이 정의하였다.
1. 적응은 생물이 서식지에서 보다 잘 살 수 있도록 하는 진화의 과정이다.
2. 적응도는 생물이 주어진 서식지에 얼마나 적합하게 진화되었는지를 나타내는 것으로 생물의 생존 정도와 재생산 정도로 나타낼 수 있다.
3. 적응형질은 생물이 생존하고 재생산하는데 유리한 방향으로 진행된 유전형질의 발현 특징이다.

### 적응과 적응도
위의 도브잔스키의 정의에 따라 적응과 적응도의 관계를 명확히 할 수 있다. 집단유전학의 주요 개념인 적응도는 생물 집단에서 특정한 독립적인 유전형질을 가진 이전 세대의 개체 수에 대한 다음 세대의 개체 수를 비율로 나타낸 것이다. 적응과 적응도는 분명 연관된 개념이지만 어느 한 쪽의 척도가 높다고 해서 다른 한 쪽도 높으리란 보장은 없다. 도브잔스키는 이를 세쿼이아의 사례를 통해 극명하게 설명한다. 세쿼이아는 매우 뛰어난 적응을 보여주지만 세쿼이아속에 속하는 다른 종들은 모두 멸종한 살아있는 화석이다. 엘리어트 소버는 적응이 진화의 결과를 나타내는 개념이라면 적응도는 미래의 상황을 예측하게 해주는 개념이라고 설명한다.

## 같이 보기
- 생태학적 덫
- 진화적 압력
- 중립 진화 이론